# Karl Fischer (scheikundige)
Karl Fischer (München, 24 maart 1901 – 16 april 1958) was een Duits scheikundige.
Fischer werd geboren in Pasing, een stadsdeel van München. Hij studeerde van 1918 tot 1924 scheikunde aan de Universiteit Leipzig, waar hij in 1925 promoveerde. Vervolgens werd hij docent, een ambt dat hij bekleedde tot 1927, waarna hij de petrochemische industrie in ging.
Fischer werd in 1935 bekend toen hij een methode om kleine hoeveelheden water in een monster aan te tonen publiceerde; deze methode wordt nog altijd gebruikt en heet tegenwoordig de Karl Fischer-bepaling.